# Deporte en Yucatán
El deporte en Yucatán es muy variado, y en el transcurso de los años han surgido varias figuras que han destacado tanto en el ámbito nacional como en el internacional, pasando por el deporte profesional y el amateur.
Yucatán cuenta con 48 asociaciones deportivas reconocidas que rigen el desempeño de algunos deportes a nivel semi-profesional en el interior del estado. El organismo político encargado del deporte en el estado es el Instituto del Deporte del Estado de Yucatán (IDEY) que tiene como fin regir y generar acciones tendientes a la práctica, fomento y desarrollo del deporte en el estado.
También se puede hacer mención de lo dicho por Gabriel Angelotti donde nos señala el porfiriato como una destacada época al comenzar a popularizarse como un pasatiempo el practicar deportes dentro de la sociedad alta Yucateca, ya que ellos a diferencia de la clase obrera-trabajadora, si poseían del tiempo para llevarlas a cabo.

## Béisbol
A finales del siglo XIX habría el primer acercamiento con el béisbol. Sin embargo, se le consideraba una actividad inaugural pues se jugaba en plazas con pelotas hechas de trapo, utilizando un palo común y corriente como bate. Este comienzo careció de cualquier formalidad u organización. La llegada de este deporte se cimienta con la llegada de la familia Urzais, una familia de inmigrantes cubanos que popularizaron el béisbol con exhibiciones que realizaban en el barrio de Santiago. 
Más adelante, comenzaría a profesionalizarse con la creación de los primeros clubes del estado. Donde surgen cinco equipos, "Mérida", "libertad", "México", "strong" y "Cesar". Estos equipos eran formados principalmente por jóvenes de una clase alta de Mérida y, también, hubo casos de emigrantes cubanos. Posterior, comenzaría a haber apoyos económicos al deporte, comenzando por varios empresarios como los señores Pablo González, don Desiderio Ancona y Pedro Regil Ávila. Este llegaría a ser el deporte que más fama obtendría en Yucatán, pues era practicado por las diversas clases sociales. Cosa que reforzaría en la cultura este deporte y ser una potencia nacional en este sería con el club llamado Sporting club, donde los integrantes eran jóvenes que llegaban de Estados Unidos con un concepto más moderno de este deporte, utilizando materiales deportivos extranjeros, siendo el equipo con más promotores. Siendo un equipo, muy fuerte para los demás de Mérida, empezando a surgir la idea de crear una liga. Así, en 1904 comenzaría a existir la liga de béisbol en Yucatán. Posteriormente, empezarían a haber más partidos amateurs que al carecer de organización se realizaban en campos privados. Pero, para 1920 se comenzaría un campeonato formal en Mérida, creando campeonatos escolares, el campeonato de invierno, el de verano, una liga yucateca más formal y una juvenil yucateca. Además, se impulsó este deporte con al creación del estado de San Cosme Atletic Field, gracias a Don José María Guerra.
En la entidad se da una especial importancia a la práctica del béisbol, mientras que en todo el interior del estado hay una gran cantidad de campos dedicados a este deporte. En los finales del siglo XIX y principios del siglo XX (durante el porfiriato), la capital del estado fue el escenario del cual surgió la práctica del béisbol en Yucatán; en ese periodo de tiempo se dio una estrecha relación entre Cuba y Yucatán que posibilitó la introducción del béisbol en la región.
Representando al estado en la Liga Mexicana de Béisbol (LMB) se encuentran los Leones de Yucatán los cuales han obtenido 5 títulos y 5 subtítulos en 55 temporadas.

## Fútbol
El estadio de fútbol más importante del estado es el Estadio Carlos Iturralde Rivero ubicado en la capital, Mérida, con una capacidad para 18.000 espectadores. Dicho estadio es la casa del Mérida FC, club fundado en 2006 bajo una filial del club Monarcas Morelia, que tiene como sede la capital del estado y que milita en la Liga de Ascenso de México. Compartiendo el mismo estadio se encuentra el club Itzáes F. C. de la Tercera División de México en el Grupo I.
Como tal podemos hablar sobre la llegada del deporte a Yucatán por medio de inmigrantes españoles, en realidad este deporte durante el siglo XX no tiene gran relevancia debido a que es opacado por otros deportes como el beisbol y el boxeo. Este no contaba con una liga, se jugaba a manera de temporadas y no existían incentivos que sirviesen como premios, más que el solo reconocimiento.

## Boxeo
El boxeo ha sido importante en Yucatán a finales del siglo XX. Los eventos en cuestión eran dentro del Circo teatro yucateco, como si fueran parte de una función del propio circo. Más adelante, empezaron a haber estas funciones en lugares cómo el teatro Virgina Fábregas,el salón Rivoli y el estanco "el x kau". Inicialmente, los propios habitantes organizaban las primeras peleas donde participaban jóvenes que entrenaban en gimnasios de la zona, siendo el boxeo originado de la clase obrera. Más adelante, surgirían inversores que empezarían a funcionar como promotores del box mediante sus empresas, mismos que organizaban campeonatos en Mérida, realizando veladas boxísticas donde llegaban boxeadores de varios países extranjeros como americanos o ingleses, una de las empresas más destacadas era la Zaldívar. Aunque, este deporte no fue también recibido por todos pues se consideraba muy violenta, barbárica y de gente incivilizada. Pero, la prensa intentó darle una mejor imagen, dedicando artículos sobre las ventajas que trae la ventaja de practicar este deporte, retratando al mismo como un deporte muy higiénico que se debe ver como un promotor de la cultura física. Aunque, habrían cambios en el deporte pues el gobernador Salvador Alvarado suspendió las funciones de boxeo durante la década de 1920, siendo únicamente posible realizarlas con permiso del alcalde, cosa que cambiaría únicamente con la intervención del congreso de La Unión derogando la ley que prohibía las funciones de Box. Para que, en 1923, iniciaran los campeonatos estatales de box. Creando el concepto de que cada función tuviera varios boxeadores y tenga una pelea estelar dónde participaban mayormente los mayores profesionales del estado y extranjeros. También, existió la batalla real donde seis peleadores intervenían un tiempo en el ring, concepto actualmente obsoleto que retomó la lucha libre. Otro cambio llegaría a partir de 1928 donde se aumentaron los impuestos de las empresas encargadas de organizar peleas. Como respuesta, se crea una organización de campeonatos estatales de boxeadores amateurs en el estado de Yucatán. Implementado por Pablo Garza, quien era promotor de boxeo y policía, implementando las categorías de peleadores, para mantenerlos en un mismo rango de peso, concepto que se conoce como la actual categorización de peso mosca, gallo, pluma, ligero, welter, medio y pesado. 
Los representantes deportivos del estado en boxeo también han alcanzado gran importancia en la última mitad del siglo XX. La época más prolífica del boxeo fue en la 1970 cuando cinco boceadores yucatecos lograron conquistar un campeonato mundial de este deporte. Entre los campeones mundiales de boxeo oriundos de Yucatán se encuentran Miguel Canto, Freddy Castillo y Guty Espadas.
En años recientes los títulos de boxeo han resurgido como en épocas anteriores; en el transcurso de 2010 se han coronado dos boxeadores como campeones mundiales del CMB, el hunucmense Gilberto Keb Baas y el espiteño Wilbert Uicab, además del título de la IBA ganado por Silverio Ortiz, oriundo de Chicxulub Pueblo.

## Olimpiada Nacional
En la Olimpiada Nacional que se celebra anualmente, Yucatán ha obtenido 309 medallas, de las cuales 92 son de oro, 87 de plata y 130 de bronce, lo que lo coloca en el quinto lugar nacional, solo por debajo de Jalisco, Nuevo León, Baja California y el Estado de México; también tiene el sexto lugar nacional por puntos, duodécimo en eficiencia y cuarto en participaciones.
| Medallero | Medallero             | Medallero | Medallero | Medallero | Medallero |
| Puesto    | Deporte               | Oro       | Plata     | Bronce    | Total     |
| --------- | --------------------- | --------- | --------- | --------- | --------- |
| 1.        | Halterofilia          | 18        | 18        | 9         | 45        |
| 2.        | Tiro con arco         | 13        | 9         | 9         | 31        |
| 3.        | Gimnasia artística    | 6         | 2         | 3         | 11        |
| 4.        | Canotaje              | 5         | 6         | 6         | 17        |
| 5.        | Atletismo             | 5         | 3         | 3         | 11        |
| 6.        | Ajedrez               | 4         | 6         | 2         | 12        |
| 7.        | Esgrima               | 4         | 4         | 8         | 16        |
| 8.        | Tenis de mesa         | 4         | 0         | 4         | 8         |
| 9.        | Gimnasia trampolín    | 3         | 3         | 3         | 9         |
| 10.       | Vela                  | 3         | 0         | 1         | 4         |
| 11.       | Bolos                 | 2         | 0         | 1         | 3         |
| 12.       | Taekwondo             | 1         | 4         | 2         | 7         |
| 13.       | Gimnasia rítmica      | 1         | 4         | 2         | 7         |
| 14.       | Patines sobre ruedas  | 1         | 3         | 8         | 12        |
| 15.       | Tenis                 | 1         | 2         | 2         | 5         |
| 16.       | Judo                  | 1         | 1         | 1         | 3         |
| 17.       | Natación sincronizada | 0         | 4         | 7         | 11        |
| 18.       | Luchas asociadas      | 0         | 3         | 6         | 9         |
| 19.       | Natación              | 0         | 3         | 4         | 7         |
| 20.       | Boxeo                 | 0         | 1         | 3         | 4         |
| 21.       | Karate                | 0         | 0         | 7         | 7         |
| 22.       | Tiro deportivo        | 0         | 0         | 3         | 3         |
| 23.       | Clavados              | 0         | 0         | 1         | 1         |
| 24.       | Béisbol               | 0         | 0         | 1         | 1         |
| 25.       | Hockey                | 0         | 0         | 1         | 1         |
| 26.       | Raquetbol             | 0         | 0         | 1         | 1         |
| 27.       | Bádminton             | 0         | 0         | 1         | 1         |
| 28.       | Remo                  | 0         | 0         | 1         | 1         |
| Total     | Olimpiada Nacional    | 72        | 76        | 100       | 248       |

## Centros deportivos
| Equipo            | Deporte    | Liga                                              | Estadio                         |
| ----------------- | ---------- | ------------------------------------------------- | ------------------------------- |
| Leones de Yucatán | Béisbol    | Liga Mexicana de Béisbol                          | Parque Kukulcán Alamo           |
| Mérida FC         | Fútbol     | Liga de Ascenso de México                         | Estadio Carlos Iturralde Rivero |
| Itzáes F. C.      | Fútbol     | Tercera División de México                        | Estadio Carlos Iturralde Rivero |
| Mérida F. C.      | Fútbol     | Tercera División de México                        | Estadio Alonso Diego Molina     |
| Mayas de Yucatán  | Baloncesto | Liga Nacional de Baloncesto Profesional de México | Gimnasio Polifuncional          |